# SCGB2A1
SCGB2A1 (англ. Secretoglobin family 2A member 1) – білок, який кодується однойменним геном, розташованим у людей на короткому плечі 11-ї хромосоми. Довжина поліпептидного ланцюга білка становить 95 амінокислот, а молекулярна маса — 10 884.
| 10         |  | 20         |  | 30         |  | 40         |  | 50         |
| ---------- |  | ---------- |  | ---------- |  | ---------- |  | ---------- |
| MKLLMVLMLA |  | ALLLHCYADS |  | GCKLLEDMVE |  | KTINSDISIP |  | EYKELLQEFI |
| DSDAAAEAMG |  | KFKQCFLNQS |  | HRTLKNFGLM |  | MHTVYDSIWC |  | NMKSN      |

A: Аланін

C: Цистеїн

D: Аспарагінова кислота

E: Глутамінова кислота

F: Фенілаланін

G: Гліцин

H: Гістидин

I: Ізолейцин

K: Лізин

L: Лейцин

M: Метіонін

N: Аспарагін

P: Пролін

Q: Глутамін

R: Аргінін

S: Серин

T: Треонін

V: Валін

W: Триптофан